# Unione Sportiva Viterbese 1971-1972
Questa voce raccoglie le informazioni riguardanti l'Unione Sportiva Viterbese nelle competizioni ufficiali della stagione 1971-1972.

## Rosa
| N. |                   | Ruolo | Calciatore         |
| -- | ----------------- | ----- | ------------------ |
|    | Italia (bandiera) | C     | Renzo Bartoletti   |
|    | Italia (bandiera) | C     | Rodolfo Battista   |
|    | Italia (bandiera) | C     | Alberto Bazzarini  |
|    | Italia (bandiera) | C     | Valerio Bertoldo   |
|    | Italia (bandiera) | D     | Andrea Carratoni   |
|    | Italia (bandiera) | C     | Ivo Ciccozzi       |
|    | Italia (bandiera) | C     | Franco Dianti      |
|    | Italia (bandiera) | C     | Sergio Di Prospero |
|    | Italia (bandiera) |       | Ercoli             |
|    | Italia (bandiera) | A     | Sergio Fornara     |
|    | Italia (bandiera) | C     | Corrado Fragasso   |
|    | Italia (bandiera) | D     | Armando Lorenzon   |
|    | Italia (bandiera) | D     | Marcello Marini    |
|    | Italia (bandiera) |       | Mauro Marini       |

| N. |                   | Ruolo | Calciatore           |
| -- | ----------------- | ----- | -------------------- |
|    | Italia (bandiera) | C     | Roberto Martoni      |
|    | Italia (bandiera) | P     | Leo Massitti         |
|    | Italia (bandiera) |       | Natali               |
|    | Italia (bandiera) |       | Pasticci             |
|    | Italia (bandiera) | A     | Bernardo Pescosolido |
|    | Italia (bandiera) | P     | Renzo Restani        |
|    | Italia (bandiera) | C     | Luciano Rigato       |
|    | Italia (bandiera) |       | Rondini              |
|    | Italia (bandiera) |       | Rossi                |
|    | Italia (bandiera) |       | Salvatori            |
|    | Italia (bandiera) |       | Scorsi               |
|    | Italia (bandiera) | C     | Paolo Testorio       |
|    | Italia (bandiera) | C     | Vincenzo Toscano     |
|    | Italia (bandiera) | C     | Roberto Vuerich      |